# Nordthüringisch
Nordthüringisch ist ein Dialekt der thüringisch-obersächsischen Mundartgruppe, welcher im südlichen Harz, in der Goldenen Aue, im Kyffhäuser, in der Wind- und Hainleite und im nördlichen Thüringer Becken gesprochen wird. Dazu gehört (1) der Norden Thüringens, mit (1.1) dem gesamten Landkreis Nordhausen, (1.2) dem westlichen und zentralen Teil des Kyffhäuserkreises (mit Ebeleben, Greußen, Bad Frankenhausen), (1.3) dem nördlichen Teil des Landkreises Sömmerda (Kindelbrück, Frömmstedt, Bilzingsleben), (1.4) dem Norden des Unstrut-Hainich-Kreis (mit Menteroda, Obermehler, Schlotheim, Mühlhausen), und (1.5) dem Osten des Landkreises Eichsfeld (mit Stöckey, Bischofferode, Hüpstedt, Niederorschel, Rüdigershagen), (2) dem Norden des „thüringisch geprägten Teil Sachsen-Anhalts“, hier (2.1) dem westlichen und zentralen Teil des ehemaligen Landkreises Sangerhausen (mit Stolberg (Harz), Hayn, Kelbra, Roßla, Sangerhausen), aber auch (2.2) dem Süden des ansonsten „ostfälisch geprägten“ Landkreises Harz (mit Neudorf, und Harzgerode); und (3) dem gesamten im oberen Helme-Einzugsgebiet befindlichen Teil Niedersachsens, mit Bad Sachsa, Steina, Walkenried, Wieda, Zorge und Hohegeiß im äußeren nordöstlichen Landkreis Göttingen und äußersten Süden des Landkreises Goslar.
Nordthüringisch wird bis ins südöstliche Eichsfeld hinein gesprochen. Innerhalb des südlichen und zentralen Eichsfeldes entstehen dann verschiedene Mischformen mit den nordhessischen und auch ostfälischen Dialekten (siehe Dialekte im Eichsfeld).

Verbreitungsgebiet der nordthüringischen Mundarten

## Charakteristik
Das Nordthüringische reicht bis an die niederdeutsch-mitteldeutsche Sprachgrenze. Diese verläuft durch das nördliche Eichsfeld, quer durch den Harz, und trennt unverschobenes (niederdeutsches) /p/, /t/, /k/ von verschobenem (mittel- und oberdeutschem) /f/, /s/, /ch/, vergleiche etwa up/uf, Water/Wasser, ik/ich. Weitere Merkmale des Raumes sind erhaltenes langes mittelhochdeutsches /iː/ und /uː/ wie in Wiin ‚Wein‘ und Huus ‚Haus‘, Pronomen wie ha, mi ‚er, wir‘, die Pluralbildung auf -/s/ wie in Maachens ‚Mädchen‘ und Wörter wie poten und trecken, die ins Niederdeutsche weisen. Der thüringische Charakter zeigt sich z. B. an der Senkung von /e/ zu hellem /a/ wie in asse, Laawen ‚essen, Leben‘ und an der Aussprache von /nd/ als /ng/ wie in finge ‚finden‘. Außerdem ist die Änderung der Silbe ge- in je- charakteristisch. Beispiele hierfür sind zum Beispiel jefallen ‚gefallen‘ oder jemacht ‚gemacht‘. Ein weiteres Beispiel für die Änderung der Silbe, besonders im Nordhäuser Raum, ist die Bezeichnung eines Nordhäuser Erholungsgebietes als Jeheeje für Gehege. Dies sind Gemeinsamkeiten mit dem nordostthüringischen und dem hallischen Dialekt.
Der Sprachraum entspricht den historischen Regionen Fürstentum Schwarzburg-Sondershausen (Unterherrschaft), Grafschaft Hohnstein und Grafschaft Stolberg. Die Region ist identisch mit dem Einzugsgebiet der Helme und Wipper, dem mittelalterlichen Helmegau, dem Wippergau (Wippergowe) und dem Nabelgau. Die westliche und nördliche Grenze des Nordthüringischen stimmt ziemlich genau mit der nördlichen und westlichen Wasserscheide der Helme überein. Hier verläuft auch die Benrather Linie. Dagegen gibt es nach Süden (zum Zentralthüringischen hin) und nach Osten (zum Nordostthüringischen hin) fließende Grenzen. Aber auch im oberen Einzugsbereich der Harz-Wipper wird Nordthüringisch gesprochen, auf jeden Fall in den zur Grafschaft Stolberg gehörenden Dörfern Hayn, Wolfsberg und Breitenbach. Auch in den zu Niedersachsen gehörenden, aber im Helme- bzw. Zorge-Einzugsgebiet befindlichen Ortschaften Steina, Bad Sachsa, Tettenborn, Wieda, Zorge und Walkenried wird oder wurde Nordthüringisch gesprochen. In der bereits im Selkeeinzugsgebiet befindlichen Ortschaften Strassberg, Neudorf und Harzgerode wird ein Mischdialekt gesprochen aus Nordthüringisch (Huus statt Haus) und Mansfeldisch (ooch statt au ‚auch‘), auf jeden Fall thüringisch-mitteldeutscher Prägung.
Im Westen des Dialektgebietes existiert ein niedersächsisch-ostfälisch geprägter Übergangsdialekt, das Eichsfeldische. Das Eichsfeld teilt sich hydrologisch und somit auch sprachlich in 5 Teile: (1) Einzugsbereich Rhume und Hahle: eindeutig Ostfälisch; (2) Einzugsbereich Leine: Mischdialekt mit Göttinger Ostfälisch, Nordhessisch und Thüringisch; (3) oberer Einzugsbereich Wipper und Bode: Nordthüringisch mit leichtem Einfluss des Ostfälischen; (4) Unstrut: Mischdialekt West- und Zentralthüringisch, sehr schwacher Einfluss des Ostfälischen; (5) Einzugsgebiet der Werra: Westthüringisch / Nordhessisch.
Das heißt, dass vor allem im östlichen Teil des Eichsfeldes im oberen Teil des Wippereinzugsgebietes noch Nordthüringisch gesprochen wird, wobei hier westlich der Eichsfelder Pforte und Bleicherode dieser Dialekt immer mehr mit ostfälischen Einflüssen durchdrungen wird, jenseits dieser Wasserscheide aber kaum noch etwas vom Thüringischen zu hören ist.

### Problem
Im Allgemeinen ist diese Sprache in Gefahr auszusterben, weil sie von der jüngeren Generation in ihrer ursprünglichen Form nicht mehr beherrscht wird, welche von jeder Generation mit einem immer schwächer werdenden Akzent gesprochen wird. Die Menschen, welche sie gut beherrschen, sind meistens sehr alt. Durch die Schule ist sie über viele Jahre als „Sprache der Ungebildeten“ unterdrückt worden; eine Lobby zum Erhalt dieser Sprache gibt es nicht. Im Thüringer Wörterbuch ist sie ebenfalls nur marginal vertreten, da viele Ausdrücke mit dem Zentralthüringischen übereinstimmen. Um ihn nicht ganz zu vergessen, hier ein kleines Textbeispiel. Besonders zu beachten sind nicht nur einzelne Worte, sondern auch der Satzbau. Zum Beispiel sind die Ausdrücke allarwajens (‚immer, überall‘, wörtlich ‚aller Wegens‘) und desdadarwajen (‚deswegen, deshalb‘), oder das am Anfang oder Ende eines Satzes stehende, eine Bestätigung ertwartende gel ~ gelle ~ jelle von älteren dialektsprechenden Menschen bis in die 60er und 70er Jahre hinein noch häufig verwendet worden, heutzutage aber (fast) völlig verschwunden.
Innerhalb des Nordthüringischen gibt oder gab es verschiedene Varietäten, und manchmal von Dorf zu Dorf unterschiedliche Ausdrücke.

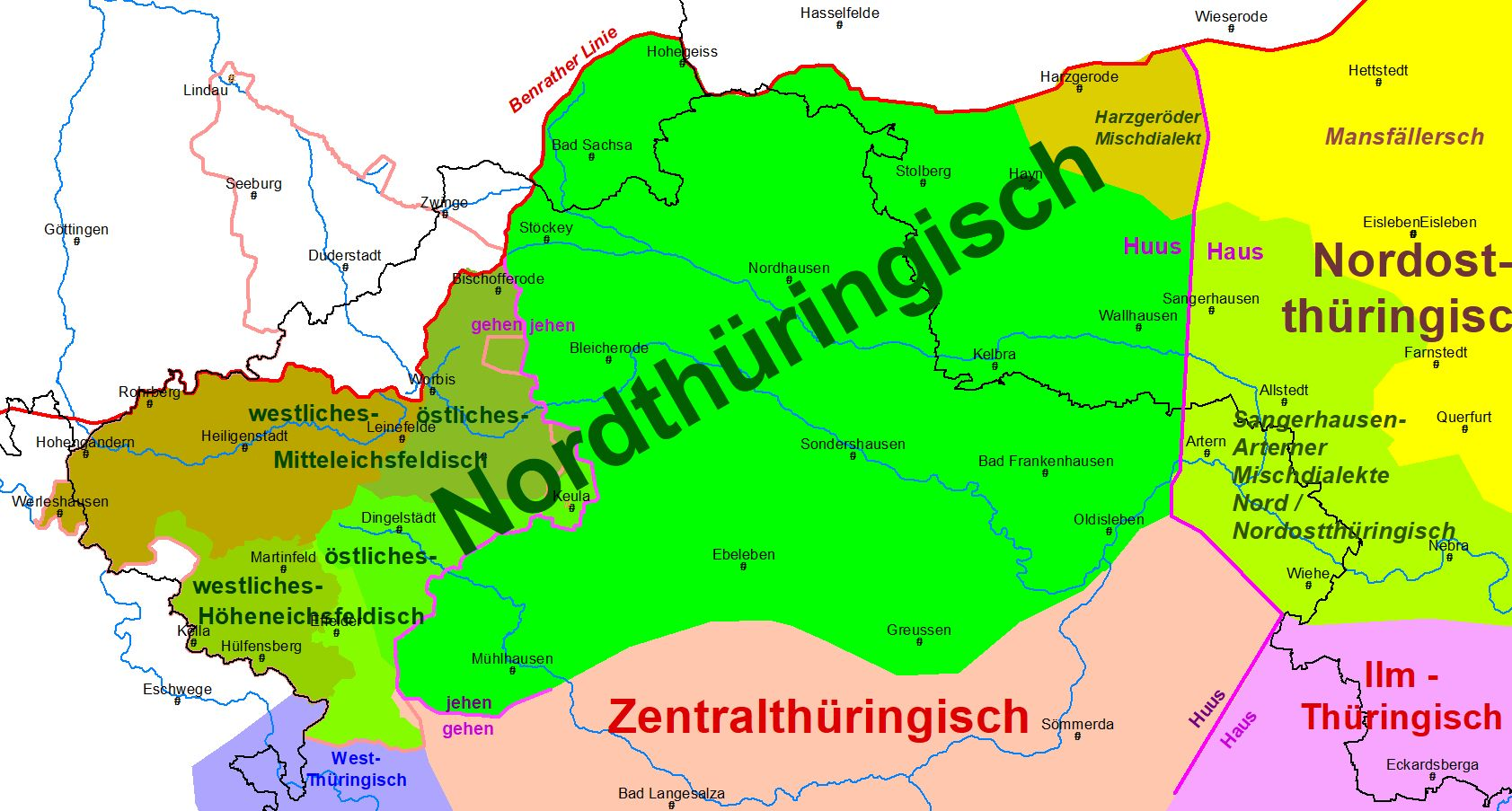
Nordthüringer Dialekt

### Textbeispiel
Diese spezifische Form innerhalb des nordthüringischen Dialektes wird (eigentlich wurde) auf den Dörfern rund um das Kyffhäusergebirge und in der mittleren Goldenen Aue gesprochen.
Hier ein Beispiel: Gallewersch (Kelbraer-) oder auch Uhlnderfsch (Altendorferischer Dialekt), wobei „ch#“ für „ch“ wie in „ich“ steht:
Sömmer uusn Uhlndorf inn Gallewern ungerm Kipphiiesar anner Halleme. Trummerumm hammer au fülle annere Dörfrerchens. Da hamme Görschbach, Barreje, Thierunge, Roschperwenge, Rosseln, Bannunge, Sütten-Tülle, daterhinger hamme Füffel unn Ichscht. Wemmer öwwern Dallewer Barrich machn kimmer nachn Daläwwe unn au nachn Badern. Daderhinnger hammer Rottläwwe unn Benneläwwe mitter hölle funn ahln Barbarossa. Wemmer hinger de Numburch mache, kimmer nachn Auläwwe und glai daterhinger hammer Hamma. Ohmne uffn Baririch hamme de Rotnburch unne Kipphieser mittn ahln Kaisern Willhemm unn Barbarossa. Allerwajens unn öwwerall jiwwets Germese, de erschte ass schonne impm Mai inn Barrije. De latzte hahnme inn Tülle, wenn bi uns ungene inner Schänke schonn dar Winnachtsbuhm hingerm Träsn uffjestallet as. Ennemol sömmer biss hinger Borkschläwwe hinger de Wiiewarschn harre jemachet, Hamme dumme rumme jegakelt. Nüscht war. De Maachns hahn uns uusjelachet wajen unse schänne noin Muuusdöppe. Hingerwärts nachn Rio sotteme nich meh henn kimme, da hätteme ähn öwwern Deetz jepocht jekräht, do sömmer läwwer wedder hahme jemacht. De allerwetz schähnstse Germesse assuch bi unnes ungene inner Schänke, jelle? Do wört noch so rach# jefeiert.  Mutzte ämmer uuhfpasse, wenner Ärwesbär rummedanzt, sonst werschte ümmejelahtscht.
Allerwajens müsseme janz frihe uff, wörd erschte Moal de Mastejuwwel unner Garscht jelanget unn de Schwiienestall uuusjemastd. Do müssemer danne au de Schwiienichens unn au de Hunner met fittere, jelle? Dadernach warren de Farre furjespannet unn macheme uffenunger uffn Acker, wert jefliejet, odder au de Kartuffln unne Ranschken nuusjelanget. Wenns allerwajens rachnet macheme uffenahn ins Holleze unn langen Füfferlinge. Annerwärtz macheme au uffenahn uffn Barrich Görsche unn Zwatschge lange. Sottemer da läwwer glai n Zaihenbock mit uff de Wiesn mttenähm unn dortn anbinge? Assuch schähne, wenntse mal wedder rach# rechnet, jelle?
"Gel, friehar sömmer allarwajens Sunndachs änne Garriche jemacht. Hiete warre unse Kinger änne Schule schiefe annejeguckt, wann se zumpm Baster hänne jahn. Au mir Uhlschn uffe Orwiet warre me manchsmohl schiefe anjeguckt desdadarwajen, jelle?"
Übersetzung ins Standarddeutsche
Wir sind aus dem Altendorf in Kelbra unterm Kyffhäuser an der Helme. Darum herum haben wir auch viele andere Dörfer: Da haben wir Görsbach, Berga, Thürungen, Rosperwenda, Rossla, Bennungen, Sittendorf – Tilleda, dahinter haben wir Hackpfüffel und Ichstedt. Wenn wir über den Thaleber Berg gehen (machen) kommen wir nach Steinthaleben und Badra, dahinter haben wir Rottleben und Bendeleben mit der Barbarossahöhle. Wenn wir hinter die Numburg gehen (machen) kommen wir nach Auleben und gleich dahinter haben wir Hamma. Oben auf dem Berg haben wir die Rothenburg und den Kyffhäuser mit den alten Kaisern Wilhelm und Barbarossa. Immer und überall gibt es Kirmes. Die erste ist schon im Mai in Berga. Die letzte haben wir in Tilleda, wenn bei uns unten in der Schenke schon der Weihnachtsbaum hinterm Tresen aufgestellt ist. Einmal sind wie bis hinter Borxleben hinter den Weibern her. Da haben wir dummen Blödsinn gemacht (herumgakeln ‚Blödsinn, Unsinn oder Spass machen‘, nicht zu verwechseln mit gaaken ‚weinen, heulen‘). Nichts war. Die Mädchens haben uns ausgelacht wegen unserer schönen neuen „Mustöpfe“ (ehemaliges altes Kleidungsstück). Weiter hinter („hinterwärts“) nach „Rio“ (Riethnordhausen) sollten wir dann nicht mehr hingekommen, da hätten wir „einen auf den Deetz bekommen“ (‚verprügelt werden‘), da sind wir lieber wieder nach Hause (gegangen). Die schönste Kirmes ist doch bei uns unten in der Schänke, gel? Da wird noch so richtig gefeiert. Da musst Du immer aufpassen, wenn der Erbesbär (mit Erbsenstroh bepackter Tänzer) rumtantzt, sonst wirst Du umgelatscht.
Wir müssen immer (aller Wegens) ganz früh aufstehen, da wir erst mal die Mistegabel und der Karscht genommen und der Schweinestall ausgemistet. Da müssen wir denn auch die Schweinchen und die Hühner füttern? Danach werden die Pferde vorgespannt und wir (machen) runterwärts auf den Acker, es wird gepflügt, oder auch die Kartoffeln und die Futterrüben („Ranschken“) herausgeholt (geerntet). Wenn es überall („allerwegens“) regnet gehen wir hoch in den Wald (ins „Holz“) und holen Pfifferlinge. Manchmal („anderwärts“) gehen (machen) wir auf den Beg Kirschen und Zwetschgen holen. Sollen wir da gleich den Ziegenbock mit auf die Wiese nehmen und dort anbinden? Ist doch schön, wenn es mal wieder richtig regnet, oder?
Gel, früher waren wir immer jeden Sonntag in der Kirche (gemacht). Heute werden unsere Kinder in der Schule schief angeguckt, wenn sie zum Pastor gehen (Religionsunterricht nehmen). Auch wir Alten auf der Arbeit werden wir manchmal schief angeguckt deswegen, gelle? (Letzterer Satz könnte ein Dialog aus den 50er Jahren in der DDR sein.)